# كارلوس إنديانو
كارلوس إنديانو (بالإسبانية: Carlos Indiano)‏ (14 سبتمبر 1988 بمدريد في إسبانيا - ) هو لاعب كرة قدم إسباني في مركز الوسط. لعب مع أتلتيكو مدريد ب وديبورتيفو ألافيس ونادي ألباسيتي ونادي إيركوليس ونادي قادش وأتلتيكو مدريد ج.

## روابط خارجية
- كارلوس إنديانو على موقع قاعدة بيانات كرة القدم.إي يو (الإنجليزية)
- كارلوس إنديانو على موقع Soccerway.com (الإنجليزية)
- كارلوس إنديانو على موقع AS.com (الإسبانية)